# Pietro Baschenis

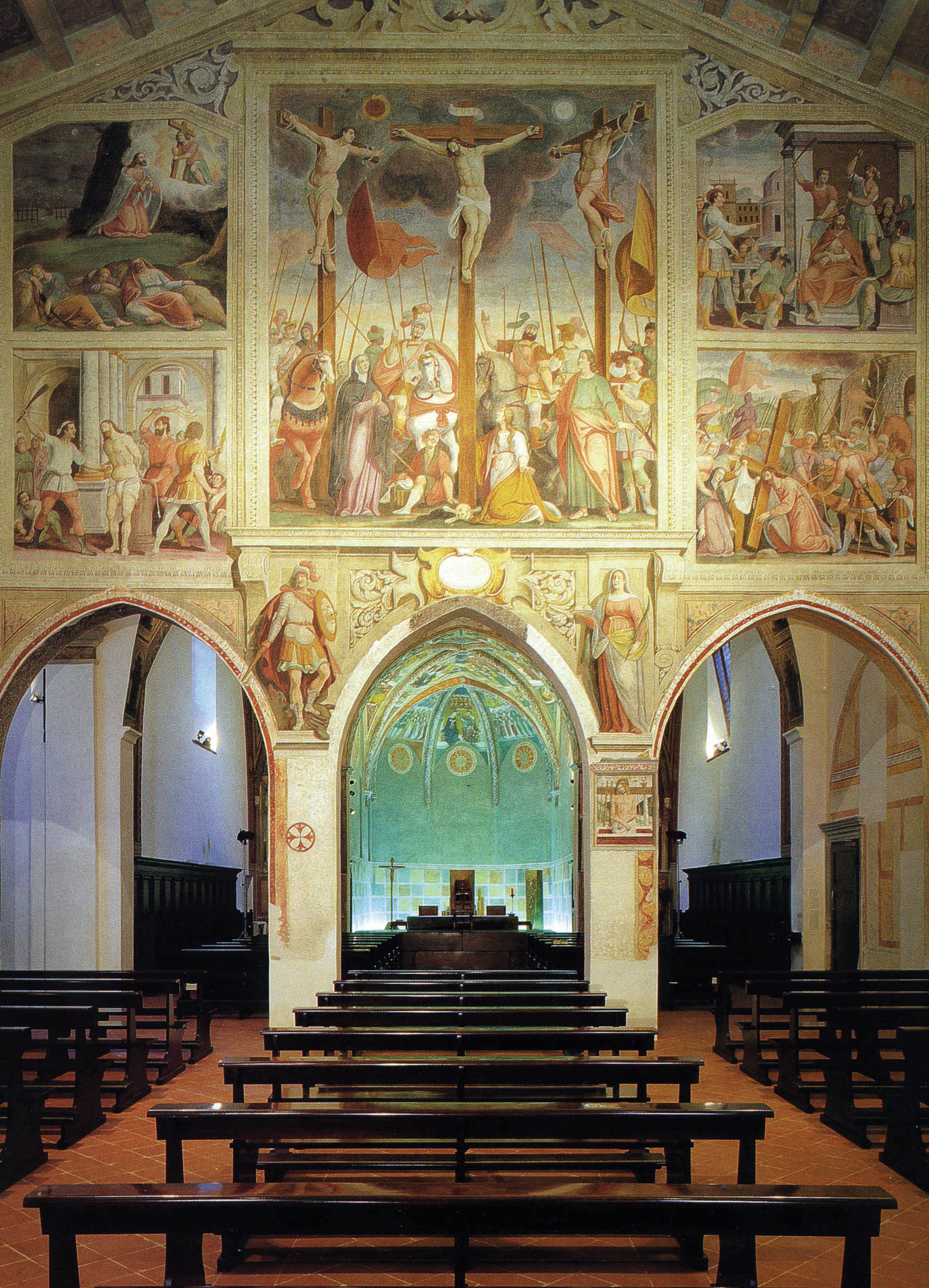
Interno chiesa Incoronata di Martinengo

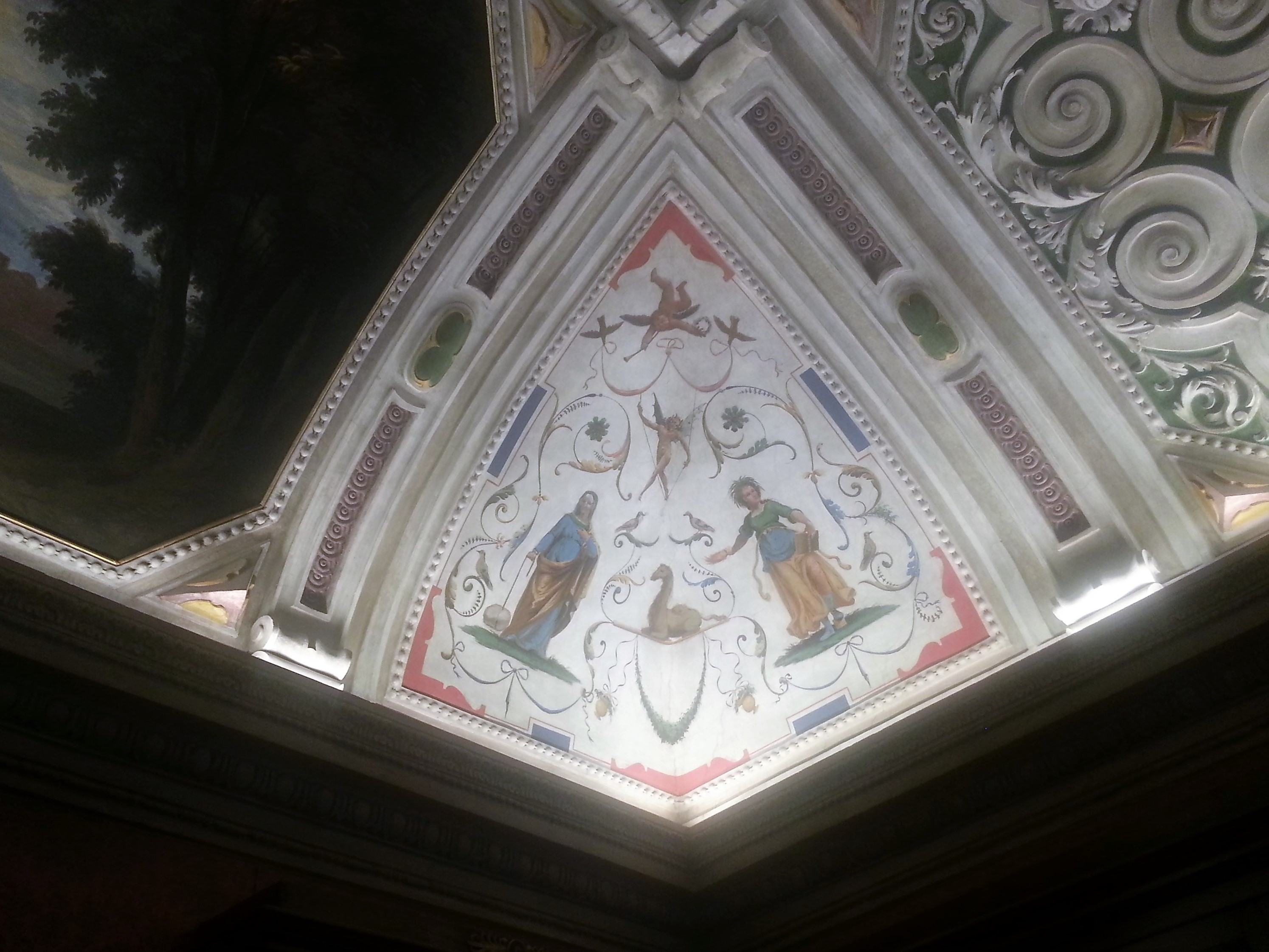
Pietro Baschenis - le grottesche - sala Tassiana

Pietro Baschenis (Bergamo, 1590-1600 – Bergamo, 1630) è stato un pittore italiano.

## Biografia
Pietro era figlio di Antonio, e nipote di Cristoforo il Vecchio della famiglia dei pittori Baschenis di Averara. Vi è certezza che fosse figlio di Antonio da un documento del 1630 in cui egli si dichiara “d.no Pietro q.d. Antonij de Baschenis”, quindi ante quem della sua morte. Nato a Bergamo, probabilmente in località Prato, ma non si conosce la data anagrafica, viene indicativamente considerata nell'ultimo decennio del XVI secolo. Si formò probabilmente in ambito famigliare, lo testimoniano alcuni lavori eseguiti con l'apporto del padre, anche se di lui vi sono poche informazioni. Firmò il suo primo lavoro nel 1613 nella casa Galizzi di Leffe.
Pietro sposò Clara Porta figlia di Lorenzo della famiglia di stuccatori luganesi che stava lavorando ai decori della basilica di Santa Maria Maggiore. Grazie a questo felice matrimonio, l'artista riuscì a ottenere importanti commissioni sia in Bergamo che nel territorio bergamasco, non uscendo però mai dalla provincia. Da questo matrimonio nacquero sette figli, il primo risulta battezzato nel 1616 e il settimo nel 1629. 
Un atto di compravendita per l'acquisto di un'abitazione intestato al pittore, lo darebbe residente in contrada Prato di Borgo San Lorenzo nella vicinia della basilica di Sant'Alessandro in Colonna, accanto alla casa dello zio Giovan Battista Guarinoni d'Averara che aveva sposato la sorella del padre. Nella medesima contrada abitavano gli artisti più attivi del periodo, dal Salmeggia al Cavagna allo Zucco. Da questi artisti il Baschenis cercò di copiare, di imitarne le opere, non riuscendo però mai ad avere una pittura innovativa. Per tutta la sua vita artistica, ripeté le medesime figure con i medesimi colori, che erano apprezzate avendo sempre nuove commissioni, anche grazie alle parentele che si erano create.
Morì nel 1630 probabilmente di peste. Nello stesso anno risultan registrata per peste la morte della figlioletta Marta di anni cinque e Elena di soli due. Difficile trovare documentazione di questa sua morte essendo talmente numerosi i decessi avvenuti nell'anno da non essere registrati. Con la sua morte finì la dinastia dei Baschenis affrescatori.

## Opere
- Biblioteca Angelo Mai

Pietro Bascheris realizzò per la Sala Tassiana gli affreschi delle grottesche presenti negli angoli raffiguranti la Benignità, la Provvidenza, la Tolleranza, l'Eloquenza, il Silenzio e la Sincerità di cui esiste un pagamento nel 1615. Sempre nel palazzo, nel locale occupato anticamente dal cancelliere, affrescò gli stemmi e tre pitture raffiguranti scene di laboriosità, e di preghiera. Agli angoli la grottesca della fedeltà, la Preghiera, la Sapienza. I locali del palazzo subirono molti rimaneggiamenti e modifiche che rendono difficile l'identificazione delle pitture.
- Santuario della Natività della Beata Vergine - Sombreno

Pietro Baschenis venne chiamato per affrescare gli stucchi realizzati dai cognati Girolamo e Battista Porta. Dipinse la Presentazione di Maria al tempio, la Visita di Maria a santa Elisabetta, Incoronazione della Vergine, l'Annunciazione e la Natività con i santi Pietro, Carlo Borromeo e Antonio da Padova. Gli affreschi vennero firmati e datati. Malgrado il pittore provò a riprodurre dettagli di altri pittori, l'opera non cambiò nei suoi tradizionali colori e impostazioni, anche se nell'insieme i dipinti risultano gradevole.
- Chiesa di Santa Grata in Columnellis

La chiesa di santa Grata venne riedificata nel 1591 su progetto di Pietro Ragnolo. Il pittore realizzò i sei affreschi del presbiterio e della conca dell'abside. Gli affreschi che raccontano le storie di Maria vennero incorniciati da stucchi dai Porta. Essendo indicati nella visita pastorale del cardinale Cornaro, sono sicuramente precedenti a quelli del monastero di Matris Domini. Per questi affreschi, che si avvicinano a quelli Sombreno, probabilmente il pittore ha usato i medesimi cartoni, pur avendo uno sviluppo migliore, forse grazie allo studio dell'artista, per i lavori di altri che lavoravano nella chiesa. Nella chiesa antica vi sono presenti l'immagine di san Viatore, e di santa Barbara, forse gli ultimi lavori dell'artista essendo datati 1629-1630.
- Monastero Matris Domini

L'artista realizzò per la volta del presbiterio della chiesa del monastero, in data successiva il 1624. tre medaglie raffiguranti Gloria con san Domenico, la Presentazione di Maria al Tempio, e la Visita di Maria a santa Elisabetta, affreschi sempre incorniciati dagli stucchi del Porta. Gli affreschi però non hanno approfondimenti ma raccontano semplicemente gli eventi, in questa mancanza di situazioni emotive si configura l'opera del Baschenis.
- Basilica di Santa Maria Maggiore

L'affresco raffigurante Madonna col Bambino presente nella volta della sagrestia della basilica, inserito in una cornice di stucco con quattro teste di angeli, è opera dell'artista risultando pagata il 10 giugno 1616. L'affresco, nel volto della Vergine, verrà dall'artista ripetuto in altri lavori.
- Via Borgo Canale -casa Zappert

L'affresco della  Madonna in trono e santi posto sopra la porta di ingresso ha un impianto architettonico prospettico. Il pittore dipinge anche l'immagine di san Carlo Borromeo canonizzato solo sette anni prima.
- Casa Bonomi

L'affresco privato, viene considerato coeso a quello del monastero di Matris Domini e raffigura la Pietà con i santi Giovanni Battista e Chiara.
- La dinastia di Lanfranco
  - Antonio Baschenis (doc. 1450/1490)
  - Angelo Baschenis (doc. 1450/1490)
  - Giovanni e Battista Baschenis (doc. 1471/1503)
  - figlio di Giovanni Dionisio Baschenis (doc. 1493)
- La dinastia di Cristoforo
  - Cristoforo I Baschenis (doc. 1465/1475)
  - Simone I Baschenis (doc. 1488/1503)
  - Cristoforo II Baschenis (doc. 1472/1520)
  - Simone II Baschenis (1495 ca. /1555)
  - Filippo Baschenis (doc. 1537/ 1596)
  - Cristoforo Baschenis il Vecchio  (1520 ca/1613 ca.)
  - Cristoforo Baschenis il Giovane (1560 ca./1626 ca.)
  - Pietro Baschenis (1590 ca./1630)
  - Evaristo Baschenis (1617/1677)

- Casa Bonoreni

La volta della sala, stuccata dai Porta, di proprietà di Giovanni Bonoremi, consigliere cittadino, presenta l'affresco Apoteosi di Ercole, mentre sui lati Ercole e l'Idra e Ercole trionfatore dei mostri. Sui lati Ercole e la Fama ed Ercole e il leone Nemeo. Il pittore datò i lavori 1603.
- Casa Armanni - Levate

Gli affreschi del palazzo vennero recuperati solo alla fine del XX secolo e sono datati 1627, Sono riconducibili all'artista perché simili a quelli presenti in casa Galizzi e nella biblioteca Angelo Mai, e considerati del suo ultimo periodo. Questi presentano lo stemma dei Bonoremi, poteva essere quindi la casa di campagna della famiglia bergamasca. Il pittore raffigurò sette episodi delle Metamorfosi di Ovidio.
- Chiesa di Santa Maria della Concezione

La chiesa detta anche Madonna del Lupo, risale al XV secolo perché racconta l'evento di un ragazzo salvato dall'aggressione del lupo grazie all'apparizione della Vergine che lo protesse con il suo mantello bianco. Al Baschenis venne commissionata la realizzazione dell'affresco che raccontasse il fatto nel 1613. Il dipinto, ben conservato,  è correlato da due dipinti probabilmente realizzati dal padre Antonio Arcangelo Michele e l'Arcangelo Raffaele con Tobiolo. Questi, risultano di fattura più grezza rispetto l'affresco centrale. Di Pietro sono anche le pitture poste nella cappella laterale e altre pitture.
- Chiesa di santa Maria della Concezione - Cividate al Piano

Il pittore dipinse per questa chiesa i quattro tondi laterali alla pala d'altare raffiguranti san Bartolomeo, un santo vescovo, san Francesco e santa Lucia.
- Oratorio di san Cristoforo - Torre de' Roveri

Gli affreschi più antichi della piccola chiesa vengono assegnati per la loro tipologia a Pietro, rappresentano San Nicola di Bari e due scolari, san Carlo Borromeo e cinque quadri che raccontano la vita di san Cristoforo, santo molto rappresentato sulle vie bergamasche.
- Casa Galizzi - Leffe

La casa ora casa parrocchiale, ha una casa decorata dal Baschenis. Della commissione si conserva una abbondate documentazione. Giovanni Galizzi, che commissionò l'opera era soldato, il suo stemma presenta l'elmo piumato di cavaliere. Il soffitto della sala presenta l'affresco Il mito di Proserpina e quello di Perseo. Le pareti sono adornate da sei pitture inserite in cornici ovali di stucco forse anche queste realizzate dai Porta. Davanti all'immagine di Minerva si legge Petrus Baschen./pixt, mentre vicina a Venere e Cupido la committenza D: Io Va./Q.D. Chris.R/Galizzi/Ef.1613. Alcune immagini che erano state dipinte nude, vennero coperte in un tempo successivo.
- Monastero dell'Incoronata - Martinengo

La chiesa appartenente alla famiglia Colleoni, presenta affreschi del Baschenis. Committente fu Contino de Mamolis, soldato albanese di stanza a Marinengo. La parete trasversale presenta Storie della passione e altri affreschi in cinque riquadri che raffigurano la passione di Gesù. La Preghiera nell'orto, la Flagellazione, la Crocifissione, l'incoronazione di spine, la Gesù e la Veronica. Lo spazio inferiore vi è l'affresco San Giorgio e sant'Agata. Nella cappella sinistra intitolata a san Francesco vi sono le storie di san Francesco, documentate nel 1623. Sei tondi rappresentati le figure di frati francescani sono presenti nel sottarco. Ulteriori affreschi furono ritrovati nel 1992, raccontano sempre parti della vita del frate d'Assisi, forse anche un angelo dipinto attribuito ad Antonio. Un cartiglio collega gli affreschi dell'angelo alla devozione voluta dal Concilio di Trento.
- Chiesa di santa Maria d'Argon - località colle d'Argon

Gli affreschi documentati nel 1617 e commissionati dall'abate Angelo Grillo di Genova, furono coperti da altre opere che furono strappate nel 2000 per ripristinare quelli del Baschenis. La volta presenta l'affresco dell'Assunzione e quello della Nascita e della Presentazione al Tempio. I dipinti che ricordano altri lavori del Baschenis sono probabilmente stati rielaborati.
- Chiesa dell'Assunta - Grassobbio

Sulla parete destra vi è l'affresco la Pietà coni santi Apollonia e Bernardino che ricorda altri lavori del Baschenis. Difficile farne la datazione.
- Chiesa di sant'Antonio - Locate

La piccola cappella della chiesa presenta affreschi restaurati. I pilastri interni raffigurano i santi Pietro e Paolo, mentre la volta è affrescata con angeli dall'aspetto infantile: Angelo con pastorale, Angelo con la spada e Angelo con la corona. Gli angeli dovevano far riferimento ai due santi e alla statua della Vergine ormai persa.

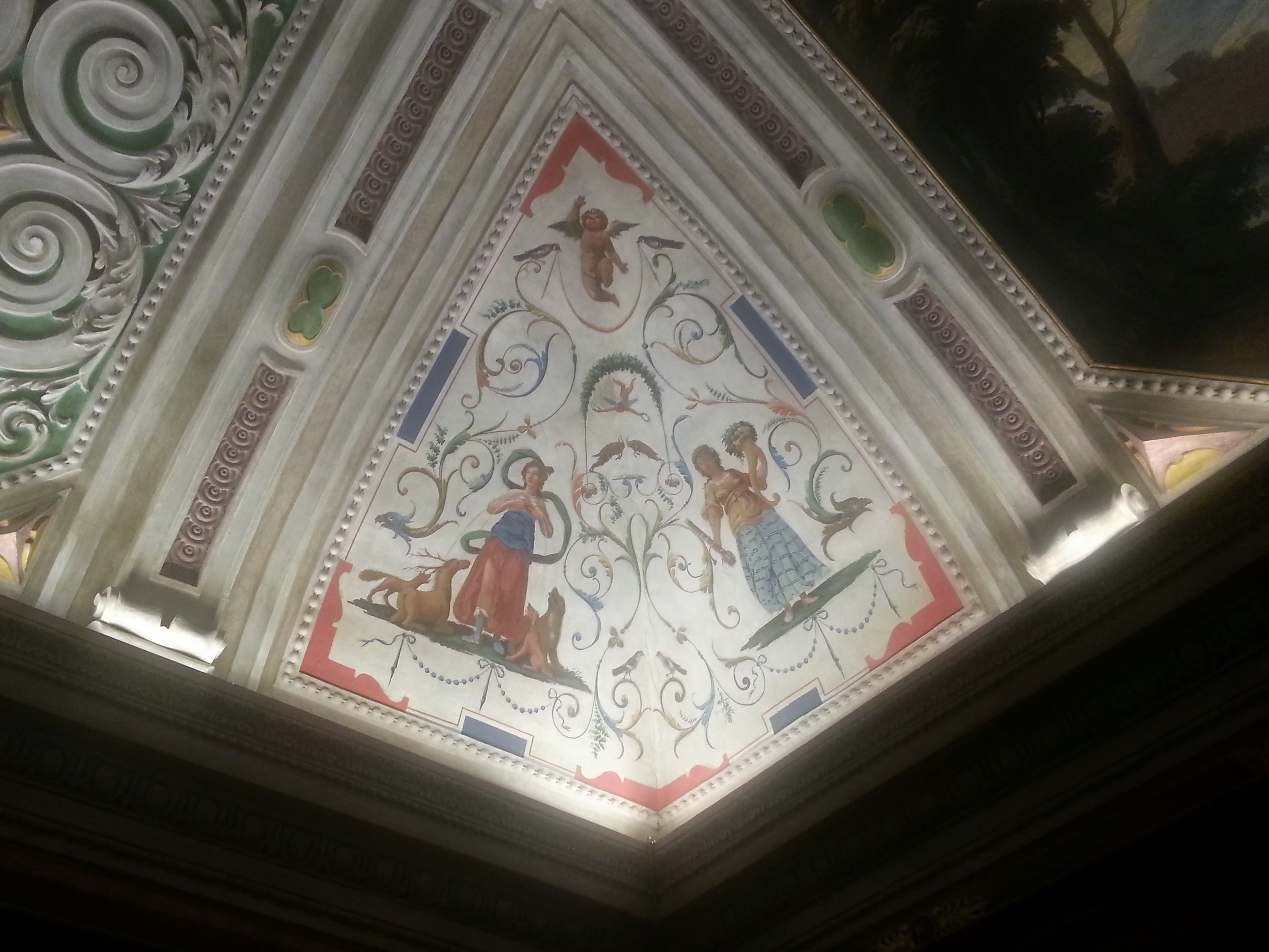
Pietro Baschenis - le grottesche - sala Tassiniana2

- Chiesa dei santi Vito, Modesto Crescenzia - frazione Guzzanica

L'affresco posto dietro l'altare raffigura i santi a cui è intitolata la piccola chiesa. L'affrresco non risulta completo causa il degrado del tempo, anche se la composizione dell'affresco e il tono dei colori rende il lavoro riconducibile a Pietro Baschenis.